# Aloe bullockii
Aloe bullockii é uma espécie de liliopsida do gênero Aloe, pertencente à família Asphodelaceae.